# Molly Schaus
Molly Patricia Schaus (Voorhees, 29 luglio 1988) è una hockeista su ghiaccio statunitense.

## Palmarès

### Olimpiadi
- Argento a Vancouver 2010.
- Argento a Soči 2014.

### Mondiali
- Oro a Cina 2008.
- Oro a Finlandia 2009.
- Oro a Svizzera 2011.
- Oro a Svezia 2015.
- Argento a Stati Uniti 2012.